# Заходовский сельсовет
Захо́довский сельсовет (белор. Заходаўскі сельсавет; до 2006 года — Дубровский) — административная единица на территории Речицкого района Гомельской области Республики Беларусь. Административный центр — агрогородок Заходы.

## История
26 сентября 2006 года Дубровский сельсовет переименован в Заходовский сельсовет Речицкого района с административным центром деревня Заходы.
13 марта 2015 года упразднён посёлок Новосвятое.

## Состав
Заходовский сельсовет включает 7 населённых пунктов:
- Бушевка — деревня.
- Васильково — деревня.
- Дуброва — деревня.
- Елизаровичи — деревня.
- Заходы — агрогородок.
- Осов — деревня.
- Рудец — деревня.

Упразднённые населённые пункты:
- Новосвятое[2] — посёлок.